# Dirty Work (1998)
Dirty Work ist eine amerikanisch-kanadische Filmkomödie aus dem Jahr 1998. Regie führte Bob Saget, das Drehbuch schrieben Frank Sebastiano, Norm MacDonald und Fred Wolf.

## Handlung
Mitch Weaver und Sam McKenna sind seit der Kindheit befreundet. McKennas Vater benötigt eine Herztransplantation, der behandelnde Arzt Dr. Farthing verlangt jedoch 50.000 Dollar für einen Platz auf der Warteliste. Weaver verliert eine Arbeit nach der anderen; seine Freundin verlässt ihn. Daraufhin beschließen Weaver und McKenna, für zahlende Auftraggeber Racheakte auszuüben.
Im Auftrag des Immobilienunternehmers Travis Cole zerstören die Freunde ein Gebäude. Sie werden von Cole um die Bezahlung betrogen, worauf sie sich an ihm rächen, indem sie die von Cole gesponserte Galaveranstaltung in der Oper sabotieren. Cole fürchtet weitere Imageschäden und willigt ein, 50.000 Dollar zu zahlen. Er wird später festgenommen. Weaver findet eine neue Freundin, Kathy. Dr. Farthing wird von seinen Gläubigern zu Tode geprügelt.

## Kritiken
David Kronke schrieb in der Los Angeles Times vom 15. Juni 1998, die Komödie „entpersönliche“ zahlreiche Charaktere, was etwas subversives und brutalisierendes in sich habe. Der Film biete mehr „Geächze“ als Lacher; die Gags seien weitgehend uninspiriert. Die visuelle Qualität entspreche einem direkt auf Video veröffentlichten Film.
Das Lexikon des internationalen Films bezeichnete den Film als eine „völlig witzlose Komödie, die sich in "coolen" Sprüchen und pubertären Späßen erschöpft und kaum Unterhaltungswert entwickelt“.
Die Zeitschrift TV Spielfilm 7/2008 schrieb, der Film sei „trotz Gaststars wie Chevy Chase, Adam Sandler und John Goodman nicht der Rede wert“.

## Hintergründe
Der Film wurde in Toronto gedreht. Seine Produktionskosten betrugen schätzungsweise 13 Millionen US-Dollar. Der Film spielte in den Kinos der USA ca. 9,98 Millionen US-Dollar ein. In einigen Ländern wie Argentinien, Ungarn und Portugal wurde er direkt auf Video veröffentlicht.